# (37655) Illapa
(37655) Illapa – planetoida z grupy Apollo należąca do obiektów NEO i zaliczana do PHA, okrążająca Słońce w ciągu 1 roku i 291 dni w średniej odległości 1,48 j.a. Została odkryta 1 sierpnia 1994 roku. Przed nadaniem nazwy planetoida nosiła oznaczenie tymczasowe (37655) 1994 PM.